# ایمارگوئس
ایمارگوئس (به فرانسوی: Aimargues) یک کامین در فرانسه است که در Canton of Rhôny-Vidourle واقع شده‌است.

## خصوصیات
ایمارگوئس ۲۶٫۴۸ کیلومترمربع مساحت و ۴٬۲۲۶ نفر جمعیت دارد و ۷ متر بالاتر از سطح دریا واقع شده‌است.